# رؤیای یانگوم
رؤیای یانگوم (به هانگول: 장금이의 꿈 ،تلفظ :Jang Geum ieui Kkum) (به کانا: 少女チャングムの夢) (تلفظ: Shojo Changumu no Yume) یک انیمیشن کره‌ای است.
داستان این پویانمایی تا حدودی شبیه به درام تاریخی جواهری در قصر، اما برای بینندگان کم‌سن‌تر، و درباره دختری‌ست که به عنوان شاگرد بانوی دربار وارد آشپزخانه سلطنتی می‌شود. به همین خاطر هم برخی فسادها و قتل‌ها در آن مجموعه اینجا وجود ندارند. حتی سرنوشت والدین یانگوم هم مشخص است و کسی نمی‌میرد. چه بسا که گاهی موضوعات کمدی هم به چشم می‌خورند.
رؤیای یانگوم در ابتدا به شبکه تونیورز (투니버스) کره جنوبی فروخته شد، که نتیجه آن ساخت بخش دوم سریال در سال ۲۰۰۷ بود.

## داستان
یانگوم وارد قصر شده و با مهارت و اشتیاق به یادگیری خود، همه را شگفت‌زده می‌کند. با این حال پس از دریافت تأییدیه بسیاری از اطرافیان و افراد سلطنتی، آشپزی را رها می‌کند و برای برنده شدن در مسابقه و خوشحال کردن مردم تلاش می‌کند.
بانو هن آشپزی است که از یانگوم سرپرستی می‌کند و به او هشدار می‌دهد که راه او در حال شکل گرفتن است و باید دست از این کار بردارد. ولی یانگوم همچنان یرای تحت تأثیر قرار دادن مردم تلاش می‌کند. سرانجام او پس از سرقت کتاب مقدس، به طور اتفاقی در محل جرم پیدا می‌شود و با دوستانش، چانگ‌یی و یون‌شان، از قصر اخراج می‌شود.
او پس از اخراج شدن به سفر می‌رود و در این مسافرت چیزهای زیادی می‌آموزد. اما در نهایت متوجه اشتباه خود می‌شود و می‌فهمد که باید به حرف بانو هن گوش می‌کرده است.
یانگوم دوباره در مسابقه آشپزی دربار شرکت می‌کند و به عنوان یکی از کم‌درجه‌ترین خدمتکاران وارد قصر می‌شود، چرا که می‌خواهد از ابتدا شروع کند.
ادامه داستان در فصل دو این سریال که در سال ۲۰۰۷ تولید شد به وقوع می‌پیوندد.

## گویندگان

### کره
| گوینده        | نقش           |
| ------------- | ------------- |
| جونگ میسوک    | سو یانگوم     |
| رو سونگ کون   | مین جانگ هو   |
| باک سون یونگ  | هان سانگ گونگ |
| کیم یونگ سونگ | جانگ سو رو    |
| باک سو را     | ری یون سانگ   |
| ری سون جو     | کانگ دونگ‌یی   |
| کیم سو یونگ   | داک گو جو     |

### ژاپن
| گوینده           | نقش           |
| ---------------- | ------------- |
| میکی ایتو        | سو یانگوم     |
| هیروشی تسوچیدا   | مین جانگ هو   |
| میتسو آکی مادونو | هان سانگ گونگ |
| کونامی یوشیدا    | جانگ سو رو    |
| کیکومی اومدا     | ری یون سانگ   |
| ااوسوکه آسوکارا  | کانگ دونگ یی  |
| اورارا تاکانو    | داک گو جو     |

## موسیقی متن
بیشتر آهنگ‌های این مجموعه در سبک کره‌ای سنتی است.

### لیست آهنگ‌هایموسیقی متنبهزبان کره‌ای
۰۱. 장금이의 꿈
۰۲. 여행 연주곡
03. Clam 연주곡
04. Korean Food 연주곡)
۰۵. 꼬방꼬방 연주곡)
۰۶. 장터 연주곡
۰۷. 달빛소녀 – 이승환
۰۸. 달빛소녀 – 이승환, 정성미
۰۹. 꿈을 이루자 연주곡
۱۰. 낭중지추(囊中之錐) – 칠공주
۱۱. 꼬방 꼬방 – 칠공주
۱۲. 나무와 소녀 연주곡
۱۳. 바람의 위로 연주곡
۱۴. 아침햇살 연주곡
۱۵. 바쁜하루연주곡
۱۶. 잔치준비연주곡
۱۷. 잔칫날연주곡
۱۸. 꿈이있지요연주곡)
۱۹. 꿈을이루자 - 이정표

## پخش در ایران
این انیمیشن سریالی در ایران با نام «رؤیای زیبای من» پخش شد.